# Gorée
Gorée (französisch Île de Gorée, englisch Goree, niederländisch Goeree, aus niederländisch Goede Reede – „Sicherer Hafen“) ist eine Insel vor der Küste Senegals, zu dessen Gebiet sie gehört. Sie wurde bekannt als Symbol für die Verschleppung von Sklaven über den Atlantik. In welchem Umfang der Sklavenhandel über Gorée betrieben wurde, wird unterschiedlich eingeschätzt. Unabhängig davon ist die Insel mit der Maison des Esclaves (Sklavenhaus) zum Erinnerungsort für den Sklavenhandel geworden.
Seit 1978 steht die Insel als Weltkulturerbe unter dem besonderen Schutz der UNESCO.

## Geographie
Die Insel Gorée erstreckt sich auf 36 Hektar, ist in Nord-Süd-Richtung etwa einen Kilometer lang und 300 Meter breit. Sie befindet sich vor dem offenen Atlantik geschützt in einer Bucht hinter Cap Manuel, das die Südspitze der Cap-Vert-Halbinsel bildet. Die Insel liegt etwa drei Kilometer südöstlich der Hafeneinfahrt der senegalesischen Hauptstadt Dakar.
Der Inselhafen Gorée liegt auf der Nordostseite und kann über die Personenfähre Coumba Castel vom Hafen Dakars aus erreicht werden.

## Geschichte

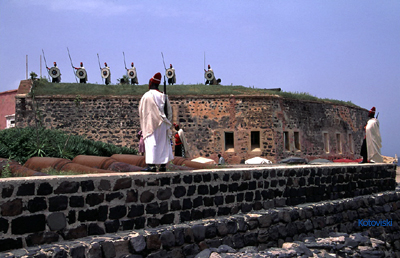
Gorée

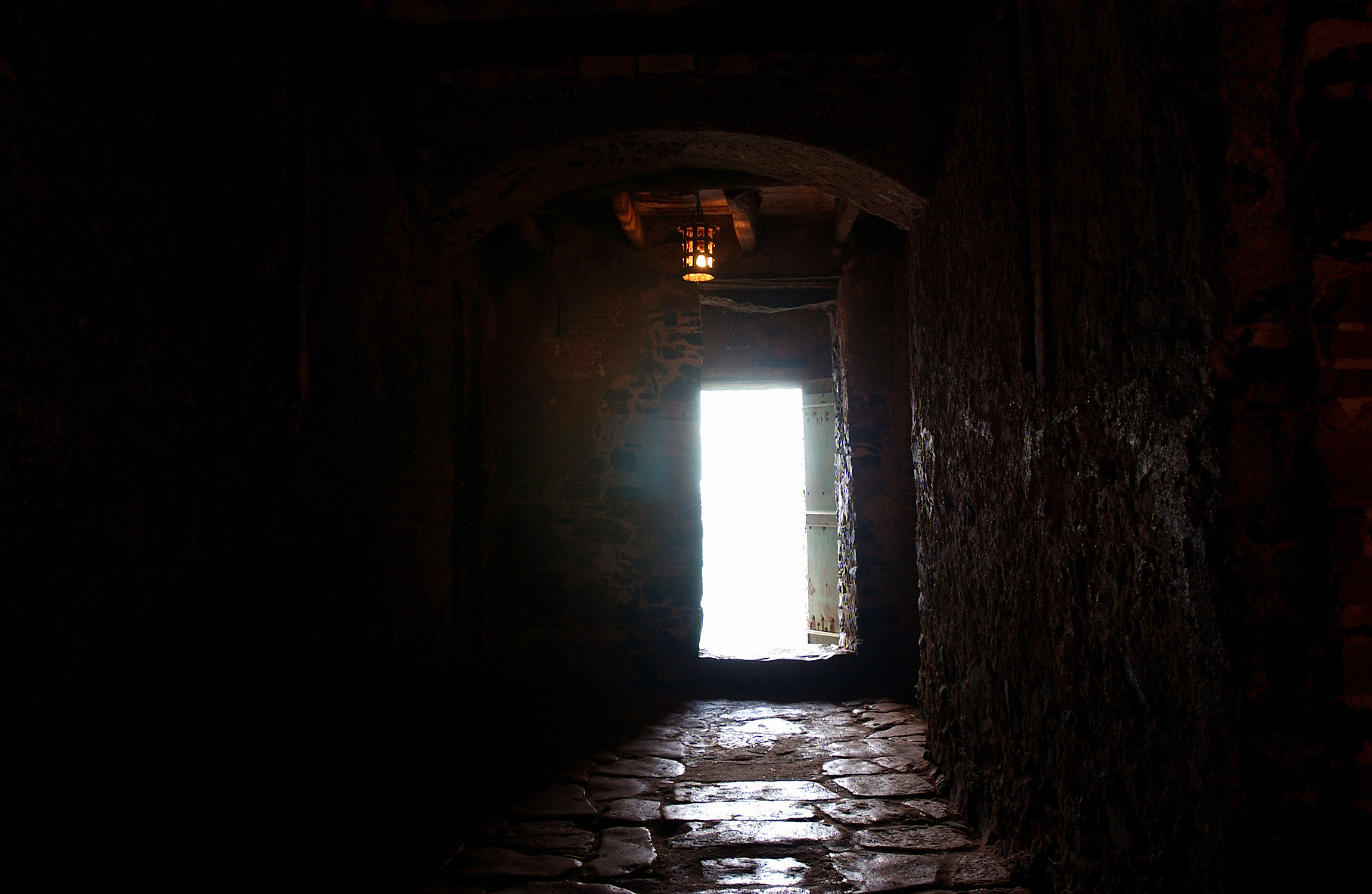
Ein Blick aus dem Sklavenhaus

### Zeit des Kolonialismus
Der ursprüngliche Name war Barsaguiche. Im Jahr 1444 wurde die Insel von Portugal unter Kapitän Dinis Diaz besetzt und erhielt den Namen Ilha de Palma. Angeblich hatte Christoph Kolumbus bei einer seiner Überfahrten nach Amerika einen Aufenthalt auf Gorée, dieses ist jedoch eher unwahrscheinlich.
Die Niederländische Westindienkompanie erwarb die Insel 1617 von dem König Betam und benannte sie nach der südholländischen Insel Goeree (heute mit Overflakkee zu Goeree-Overflakkee verschmolzen).
Im Zuge der Kampfhandlungen, die schließlich in den Zweiten Englisch-Niederländischen Krieg führten, wurde Goeree am 23. Januar 1663 von den Engländern unter Robert Holmes erobert. Am 11. Oktober 1664 eroberten die Niederländer unter Michiel de Ruyter die Insel wieder zurück. Im Dritten Englisch-Niederländischen Krieg ging sie den Niederländern endgültig verloren, als sie am 1. November 1677 von den mit den Engländern verbündeten Franzosen unter d’Estrées erobert und in die Kolonie Senegal eingegliedert wurde. Die Engländer bestritten die Rechtmäßigkeit des französischen Besitzes. Am 4. Februar 1693 eroberten sie Gorée für vier Monate. Weitere Besetzungen durch die Engländer waren 1758–1763, 1779–1783, 1800–1804 und (nach zweimonatiger französischer Rückeroberung) 1804–1817. Insgesamt wechselte die Insel 17-mal den Besitzer. Vom 1. November 1854 bis zum 26. Februar 1859 wurde Gorée aus dem Senegal ausgegliedert und war Teil der Kolonie Gorée et dépendances. Im Jahr 1872 waren Gorée und Saint-Louis die ersten beiden der Quatre Communes, die nach französischem Recht den Status von vollwertigen Gemeinden (communes de plein exercice) erlangten, wobei Gorée bis zum Jahr 1887 auf dem Festland auch das Gebiet der neu entstandenen Militär- und Hafensiedlung Dakar umfasste.
Zum Ende des 19. Jahrhunderts wurde die Stadt Gorée auf der gleichnamigen Insel als gut gebaut beschrieben und hatte damals ein altes, von den Engländern errichtetes Fort mit einer Besatzung von 200 französischen Soldaten, große Warenlager und (1879) 2956 Einwohner. Aus dem 18. und 19. Jahrhundert sind zahlreiche Kolonialbauten bis heute erhalten.

### Bedeutung für den Sklavenhandel

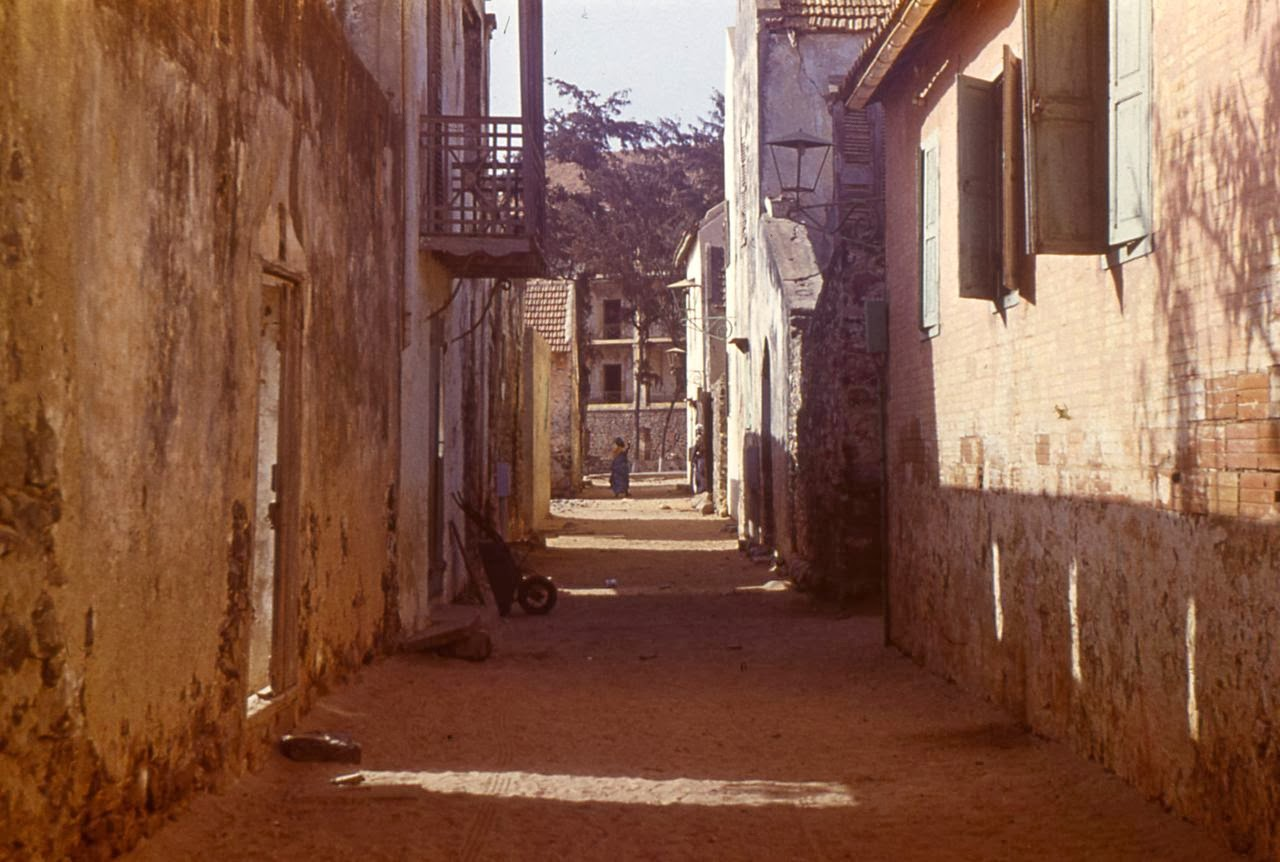
Straße in Gorée

Der historische Ruf der Insel, bedeutender Ort der Sklavenverschiffung nach Amerika gewesen zu sein, gilt spätestens seit 2006 durch die Arbeit von Jean Luc Angrand „Céleste ou le temps des Signares“ als widerlegt. Bis 1996 galt das Maison des Esclaves als größte touristische Attraktion, das letzte noch erhaltene Sklavenhaus, das 1776–1778 errichtet worden sein soll und heute als Museum zur Geschichte der Sklavenverschiffung in Westafrika dient. Die Kellerräume wurden als Verliese dargestellt, in denen die Sklaven vor der Verschiffung hätten ausharren müssen, sowie ein Durchlass zum Meer, als porte sans retour („Tür ohne Wiederkehr“) vorgeführt, durch den die Sklaven auf die Schiffe nach Amerika „verladen“ worden seien. Seit 1996 ist diese Darstellung als Mythos anzusehen, der von Boubacar Joseph Ndiaye, einer angesehenen senegalesischen Persönlichkeit (gestorben im Februar 2009), als langjährigem Leiter des Maison des esclaves und touristischem Führer in poetischer Weise ausgeschmückt und angereichert worden sei.
Durch neuere Forschungen untermauert, wird inzwischen die Insel nicht mehr als Zentrum der Sklavenverschiffung angesehen. Es sollen tatsächlich „nur“ 500 Sklaven jährlich über Gorée verschifft worden sein. Das angebliche „Haus der Sklaven“ und die Verschiffung von dort aus ist nach den Arbeiten von Abdoulaye Camara und Joseph Roger de Benoist aus Dakar heute so einzuschätzen: Es handle sich um ein von Franzosen 1783 errichtetes bürgerliches Handelshaus mit Wohnungen und Büroräumen im ersten Stock; im Erdgeschoss hätten Haussklaven gearbeitet. Handelsgegenstände seien Gummi arabicum, Elfenbein und Gold gewesen. Nie sei das Haus Ausgangspunkt der Sklavenverschiffung gewesen, wie das Joseph Ndiaye mit dem Vorführen der aufs offene Meer führenden „Tür ohne Wiederkehr“ darstellte. (Es hätten dort wegen der Felsen gar keine Schiffe anlegen können.) Die symbolische Bedeutung als Erinnerungsort für den Sklavenhandel wird von den neueren historischen Forschungen nicht verneint, aber mit anderer Gewichtung versehen.
Von weit größerer Bedeutung für den Sklavenhandel waren Häfen wie Saint-Louis (Senegal) im Norden und Cacheu im Süden sowie solche im Golf von Guinea und in Angola.

### Museale, wissenschaftliche und kulturelle Thematisierung des Ortes
Vor allem nach der Ausstrahlung der Serie Roots im Jahr 1977 begannen amerikanische Nachfahren von Sklaven, die Insel, die ein Jahr später zum Weltkulturerbe erklärt wurde, zur Erforschung ihrer Herkunft aufzusuchen. Das Museum in der Maison des Esclaves wurde zum Erinnerungsort für die Geschichte des atlantischen Sklavenhandels. Spitzenpolitiker und ausländische Staatschefs wie François Mitterrand sowie Barack und Michelle Obama besuchten das Haus. Neben dem Museum entsteht auf Gorée im Jahr 2017 ein internationales Forschungszentrum, an dem die Geschichte des Ortes wissenschaftlich aufgearbeitet werden soll. Das Zentrum, das vom senegalesischen Staat und der Ford Foundation finanziert wird, soll bis 2019 fertiggestellt sein.
Die Symbolik des Ortes wurde an verschiedenen Stellen thematisiert. Künstler wie Steel Pulse oder Gilberto Gil verweisen in ihren Stücken auf Gorée. Der R&B-Sänger Akon bezieht sich in Senegal auf Gorée als Ort, an dem Sklaven verschifft wurden. Auch der Rapper Booba, dessen Vater aus Senegal stammt, geht in zwei Stücken auf die Insel ein.

### Im 20. Jahrhundert
Mit der École normale William Ponty befand sich von 1913 bis 1937 eine der bedeutendsten Schulen Französisch-Westafrikas auf Gorée. Im Jahr 1992 wurde auf Gorée das unabhängige Goree Institute gegründet, das sich als panafrikanisches Institut zur Stärkung von Demokratie, Entwicklung und Kultur des Kontinents versteht. Ausgangspunkt war das „Treffen von Dakar“ im Jahr 1987, bei dem Vertreter des südafrikanischen oppositionellen African National Congress und progressive südafrikanische Intellektuelle die Zukunft Südafrikas nach einem Ende der Apartheid ausgelotet hatten. Langjähriger Exekutivdirektor war der südafrikanisch-französische Schriftsteller und bildende Künstler Breyten Breytenbach.

## Eintragung als Weltkulturerbe
Die Insel Gorée wurde 1978 aufgrund eines Beschlusses der zweiten Sitzung des Welterbekomitees als erste Welterbestätte Senegals in die Liste des UNESCO-Welterbes eingetragen.
In der Begründung für die Eintragung heißt es unter anderem:

„Die Insel Gorée zeugt von einer beispiellosen menschlichen Erfahrung in der Geschichte der Menschheit. Gewiss ist diese von Leid, Tränen und Tod begleitete „Gedächtnisinsel“ für das allgemeine Bewusstsein das Symbol des Sklavenhandels.“

Die Eintragung erfolgte aufgrund des Kriteriums (vi).

„(vi): Die Insel Gorée ist ein außergewöhnliches Zeugnis einer der größten Tragödien in der Geschichte der Menschheit: des Sklavenhandels. Die verschiedenen Elemente dieser ‚Gedächtnisinsel‘ – Festungen, Gebäude, Straßen, Plätze, etc. – erzählen auf ihre Weise die Geschichte von Gorée, das vom 15. bis 19. Jahrhundert das größte Sklavenhandelszentrum der afrikanischen Küste war.“

## Wirtschaft
Gorée gilt als wichtigste touristische Destination Senegals. Hier wird unter anderem Fischfang auf traditionelle Weise ausgeübt. Gorée ist eine autofreie Insel, es gibt keine gepflasterten Straßen.

## Gemeindepartnerschaften
- Sainte-Anne (Martinique)
- Lagos (Portugal)